# Hokianga Harbour

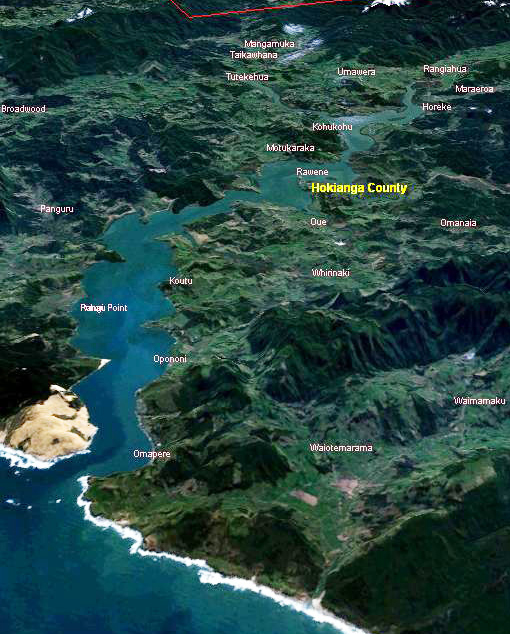
A Hokianga-öböl és környéke műholdképen

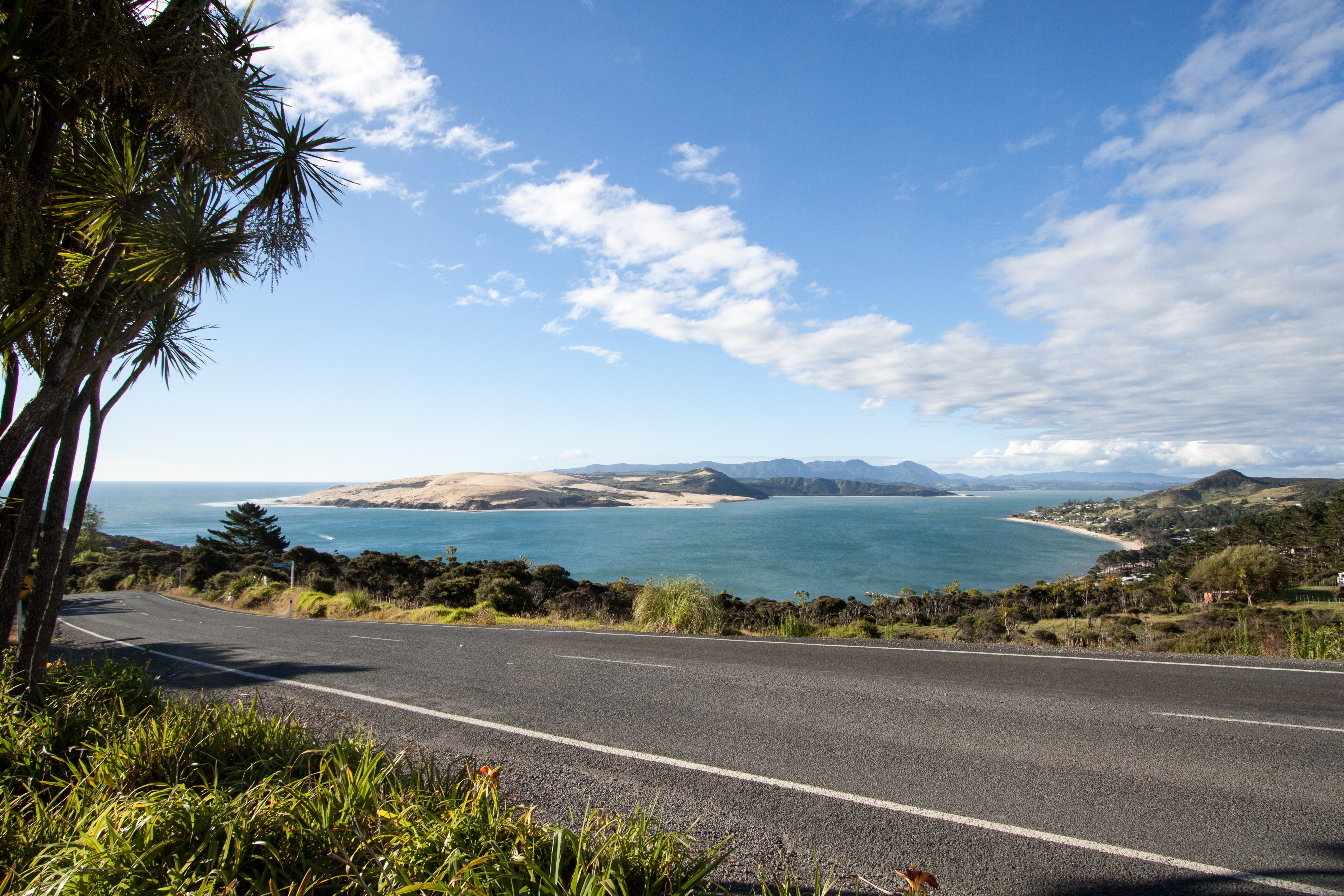
Az öböl bejárata a Tasman-tengerről

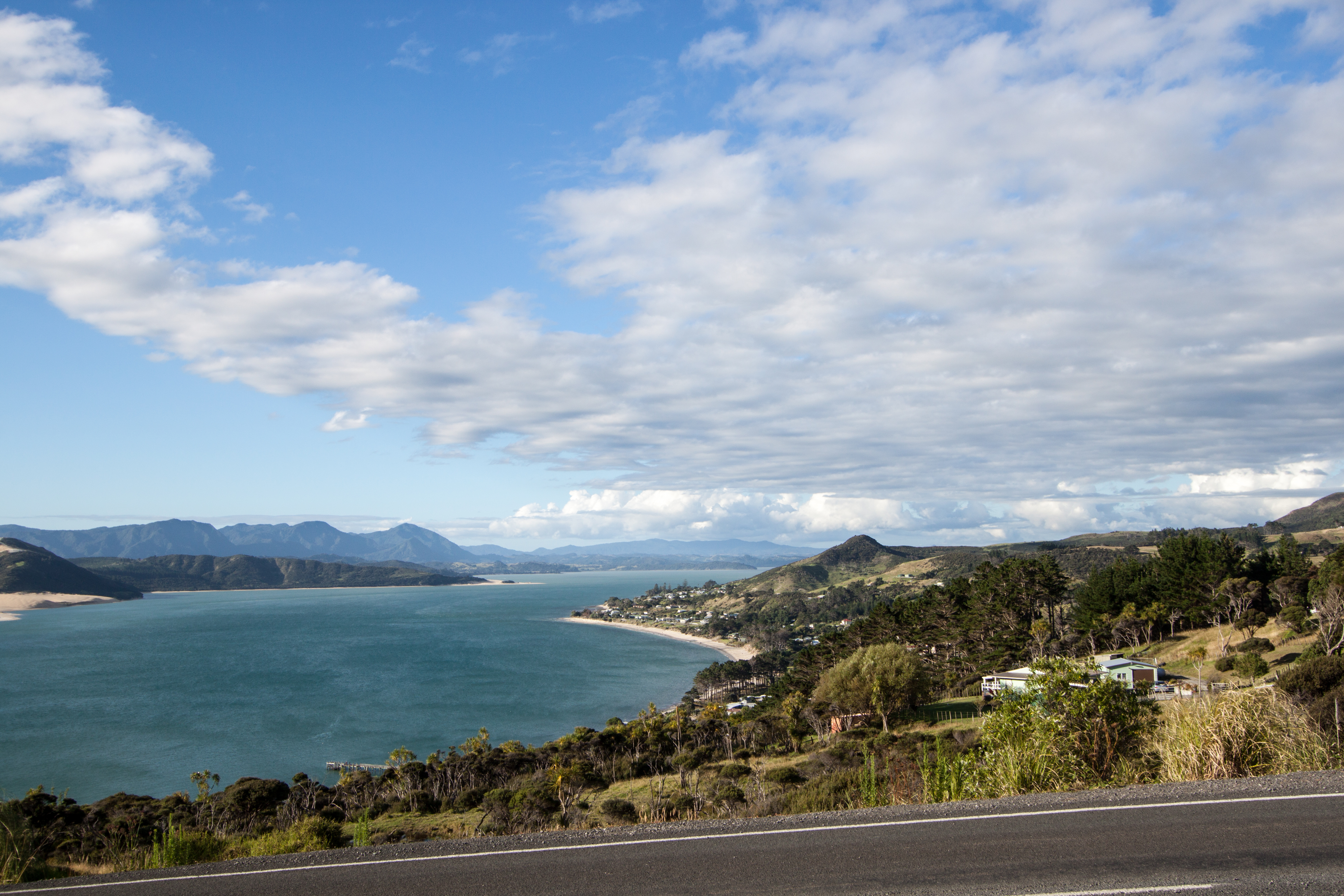
Az öböl belső része a 12-es útról

A Hokianga Harbour („Hokianga kikötő”) Új-Zéland Északi-szigetének a Northland-félszigeten található természetes öble. Közigazgatásilag a terület a Northland régióban lévő Far North kerülethez tartozik. A Marlborough Sounds vidékéhez hasonlóan a térszín geológiai süllyedése és a tengerszint jégkorszak utáni emelkedése hozta létre; a tenger vize behatolt a helyi folyóvölgyekbe. A csendes vizű öböl jó kikötési lehetőségeket biztosított a maorik kenui és a korai európai utazók vitorláshajói számára. A kikötő bejáratánál azonban a víz színe alatt keresztben homokzátony húzódik, ami a modern hajók közlekedését gátolja, és a vidék gazdasági jelentősége sem indokolta komolyabb korszerű kikötő kiépítését. A területet a 12-es országos főútvonal kapcsolja be az ország közúthálózatába.

## Maori nevei
A maorik számára a terület fontos volt, amit az is mutat, hogy az öbölnek és környékének több nevet is adtak, melyeket mindmáig használnak. Az öböl eredeti maori neve Kupéra, a maorik legendás hősére utal, akinek a szigetek felfedezését tulajdonítják: Te Hokianga-nui-a-Kupe – „Kupe nagy visszatérésének a helye”. Emellett ismeretes a Te Kohanga o Te Tai Tokerau név is („az északi népek otthona”) valamint a költői Te Puna o Te Ao Marama kifejezés („a holdfény forrása”).

## Története
A maorik Új-Zélandra érkezésük után hamarosan letelepedtek e környéken is. Az első európai telepesek fakereskedők voltak, akik 1822-ben érkeztek az öbölbe a kaurifák beszerzése érdekében. Sikerük ahhoz vezetett, hogy az öböl környékén gyorsan eltűntek a kaurierdők, sőt a kopasz domboldalakról földcsuszamlások szakadtak az öböl vizébe.
Az öböl bejáratánál lévő homokzátony erősen zavarta a hajózást, különösen a teherrel megrakott, távozó hajók kerültek könnyen veszélybe. A feljegyzések szerint az errefelé közlekedő hajók százai közül 16 süllyedt el az öböl bejáratánál. Az utolsó szerencsétlenségre 1928-ban került sor, a legénység mind a nyolc tagja életét vesztette.
1837-ben egy francia kalandor alapított rövid életű kolóniát az öböl partján, ami hozzájárult ahhoz, hogy az angolok siettessék Új-Zéland gyarmatosítását a waitangi szerződés aláírásával, amihez sikerült biztosítani a Hokianga-környéki erős ngāpuhi törzs támogatását is. Később az európaiak és a maorik között gyakran keletkezett feszültség, aminek a csúcspontja az 1890-es években volt.
A kaurierdők kitermelése után az erdők helyén legelőket alakítottak ki. A századfordulótól főleg a tej- illetve tejszín-termelés, vajgyártás biztosított megélhetést a környék telepeseinek. A tejszínt helyileg épített mintegy 50 kishajó gyűjtötte be naponta az öböl partján lévő farmokról. A kész vajat államilag támogatott parti hajózás szállította el. A vízi közlekedés hosszú időn át megelőzte fontosságban a szárazföldit, ezen csak az 1950-es évekre kiépített jobb utak változtattak. Már 1914-re létesítettek egy kezdetleges telefonrendszert a helyi közösségek és a külvilág között.
A 20. század második felétől egyre nőtt ebben a körzetben is a turizmus fontossága.
Koordináták: d. sz. 35,5258°, k. h. 173,3786°35.525800°S 173.378600°E

## Fordítás
Ez a szócikk részben vagy egészben a Hokianga című angol Wikipédia-szócikk ezen változatának fordításán alapul.  Az eredeti cikk szerkesztőit annak laptörténete sorolja fel. Ez a jelzés csupán a megfogalmazás eredetét és a szerzői jogokat jelzi, nem szolgál a cikkben szereplő információk forrásmegjelöléseként.